# السبرگ، آلمان
شهر السبرگ، آلمان (به آلمانی: Olsberg, Germany) در ایالت نوردراین-وستفالن در کشور آلمان واقع شده‌است.